# Cantone di Briey
Il Cantone di Briey era una divisione amministrativa dell'arrondissement di Briey.
È stato soppresso a seguito della riforma complessiva dei cantoni del 2014, che è entrata in vigore con le elezioni dipartimentali del 2015.
Comprendeva i comuni di:
- Anoux
- Avril
- Les Baroches
- Briey
- Jœuf
- Lantéfontaine
- Lubey
- Mance
- Mancieulles